# 로버트 폴크
로버트 포크(Robert Foulk, 1908년 5월 5일 ~ 1989년 2월 25일)는 미국의 배우, 텔레비전 배우이다.

## 영화
- 북극의 제왕 (1973년)
- 노인 강도 (1971년)
- 테니스 신발을 신은 컴퓨터 (1969년)
- 러브 버그 (1969년)
- 임파서블 이어스 (1968년)
- 로드 러브 어 덕 (1966년)
- 우주가족 로빈슨 (1965년)
- 시카고의 7인 (1964년)
- 틱클리시 어페어 (1963년)
- 태미 앤 더 닥터 (1963년)
- 어느 박람회장에서 생긴 일 (1962년)
- 미스터 에드 (1961년)
- 오션스 일레븐 (1960년)
- 보난자 (1959년)
- 고, 자니, 고! (1959년)
- 왼손잡이 건맨 (1958년)
- 페리 메이슨 (1957년)
- 콜트45 (1957년)
- 마이 맨 갓프리 (1957년)
- 애정이 꽃피는 나무 (1957년)
- 그레이트 맨 (1956년)
- 딜론 보안관 (1955년)
- 샤이안 (1955년)
- 폭력 교실 (1955년)
- 이유없는 반항 (1955년)
- 디즈니랜드 (1954년) - 미스터 핏츠 역
- 달려라 래시 (1954년)
- 올 어쇼어 (1953년)
- 아이 러브 멜빈 (1953년)
- 신사는 금발을 좋아한다 (1953년)
- 데드라인 - U.S.A. (1952년)
- 위다웃 워닝! (1952년)
- 돈 보더 투 노크 (1952년)
- 오 헨리 단편집 (1952년)
- 사랑은 비를 타고 (1952년)
- 일로프먼트 (1951년)
- 스트립 (1951년)
- 미스테리 스트리트 (1950년)
- 론 레인저 - 49년 시리즈 (1949년)
- 화이트 히트 (1949년)
- 말타의 매 (1941년)